# Tamana (Wallis-et-Futuna)
Pour les articles homonymes, voir Tamana.
Tamana est un village de Wallis et Futuna, dans le royaume d'Alo, sur la côte ouest de l'île de Futuna. 
Selon le recensement effectué en 2018, la population est de 152 habitants.